# アブドゥル＝ハリーム・サドゥラエフ
アブドゥル＝ハリーム・アブサラモヴィチ・サドゥラエフ（ロシア語: Абдул-Халим Абусаламович Садулаев、チェチェン語: Садулин Абусаламин кӏант Іабдул-Хьалимアブドゥール＝ハリーム・アブサラーマヴィチ・サドゥラーイェフ、1966年6月2日 - 2006年6月17日）は、国際的に未承認の第4代チェチェン・イチケリア共和国大統領でチェチェン独立派の最高指導者の一人である。

## 経歴
アブドゥル＝ハリームはアルグン市に生まれ育った。チェチェンのウストラドイ部族（テイプ）に所属する。ウストラドイは、アルグン市の設立者と考えられている。アブドゥル＝ハリームは、1度のマッカ（メッカ）巡礼を除き、人生で一度もチェチェンを離れたことはない。
有名なチェチェンの神学者の元で学んだ。チェチェンにおけるイスラム復興の積極的参加者である。彼自身は、教師となり、青年にイスラムを教えた。チェチェン大学の哲学部で学んだが、開戦と関連して卒業することができなかった。チェチェン語、アラビア語及びロシア語を話す。第一次チェチェン紛争の参加者。第1次と第2次戦争の間の期間、チェチェンのテレビ放送でイスラムを積極的に布教した。アルグン市のイスラム・ジャマートを率いた。チェチェンの各地域でイスラムの講義を行った。暫くの間、アルグン・モスクのイマムだった。
1999年、アスラン・マスハドフ第3代大統領の命令により、憲法シャリーア改革国家委員会に入った。
第二次チェチェン紛争の開始と共に、チェチェン・イチケリア共和国軍の編成下に入るアルグン民兵部隊を指揮した。
2002年、チェチェン・イチケリア共和国マジリスリ・シュラ（国家防衛会議、戦時におけるチェチェン・イチケリア共和国の最高国家権力機関）の拡大会議において、国家防衛委員会（マジリスリ・シュラ）シャリーア委員会議長兼チェチェン・イチケリア最高シャリーア裁判所所長に任命された。
マスハドフ大統領の命令により、ジョハル・ドゥダエフにより制定された最高勲章キオマン・シー（民族の名誉）を含むチェチェン国家の2つの勲章を授与された。
2003年、連邦軍はアブドゥル＝ハリームの妻を略取した。彼女を買収する試みは成功しなかった。カフカーズ・センターの情報によれば、彼女は、FSB職員により殺害された。
2004年8月、インターネット上にアブドゥル＝ハリームがアスラン・マスハドフと共同で録画したビデオ声明が公表された。
ロシア検察庁は、彼を「国境のない医師達」団長ケネット・グラーク暗殺（2001年）の注文主と呼んでいた。
2005年3月8日、アスラン・マスハドフの殺害後、アブドゥル＝ハリームは大統領に選出された。同年5月5日、彼の発議により、チェチェン・イチケリア共和国軍カフカーズ戦線（指揮官アミール・アブ-ムスリム）が創設された。
2006年6月17日、ロシア連邦保安庁とチェチェン共和国内務省の共同作戦により、アブドゥル＝ハリームは殺害された。同日、在ロンドン・チェチェン分離主義者代表アフメド・ザカエフは、野戦指揮官の1人、副大統領ドク・ウマロフが大統領職を継承したと表明した。